# Królestwo Irlandii
Królestwo Irlandii (ang. Kingdom of Ireland; irl. Ríoghacht Éireann) – państwo istniejące w latach 1542–1800 na terenie wyspy Irlandii.
Państwo powstało w momencie uchwalenia ustawy z 1542 r. w parlamencie Królestwa Irlandii, według której królem Irlandii został Henryk VIII Tudor. Królestwo przestało istnieć, gdy na mocy ustawy z 1800 r., zostało połączone z Królestwem Wielkiej Brytanii, tworząc od 1 stycznia 1801 Zjednoczone Królestwo Wielkiej Brytanii i Irlandii.